# Lawrence, Massachusetts

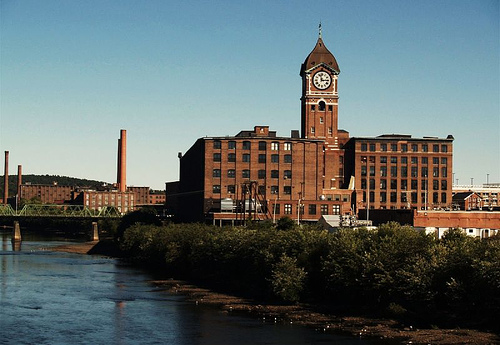
Ayer Mill

Lawrence är en stad i Massachusetts i USA. Staden är belägen 40 km norr om Boston, vid floden Merrimack. Den är administrativ huvudort (county seat) i Essex County tillsammans med orten Salem. Lawrence blev stad 1847.

## Bildgalleri

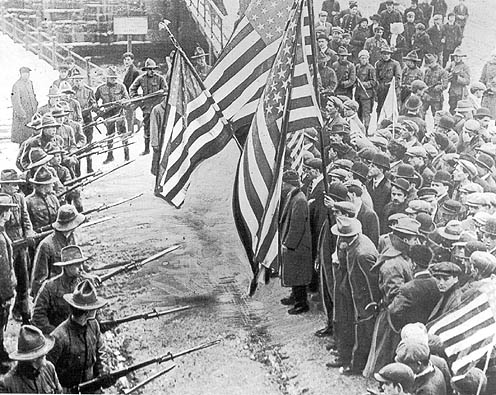
Nationalgardet med påsatta bajonetter vid Textilarbetarestrejken i Lawrence 1912
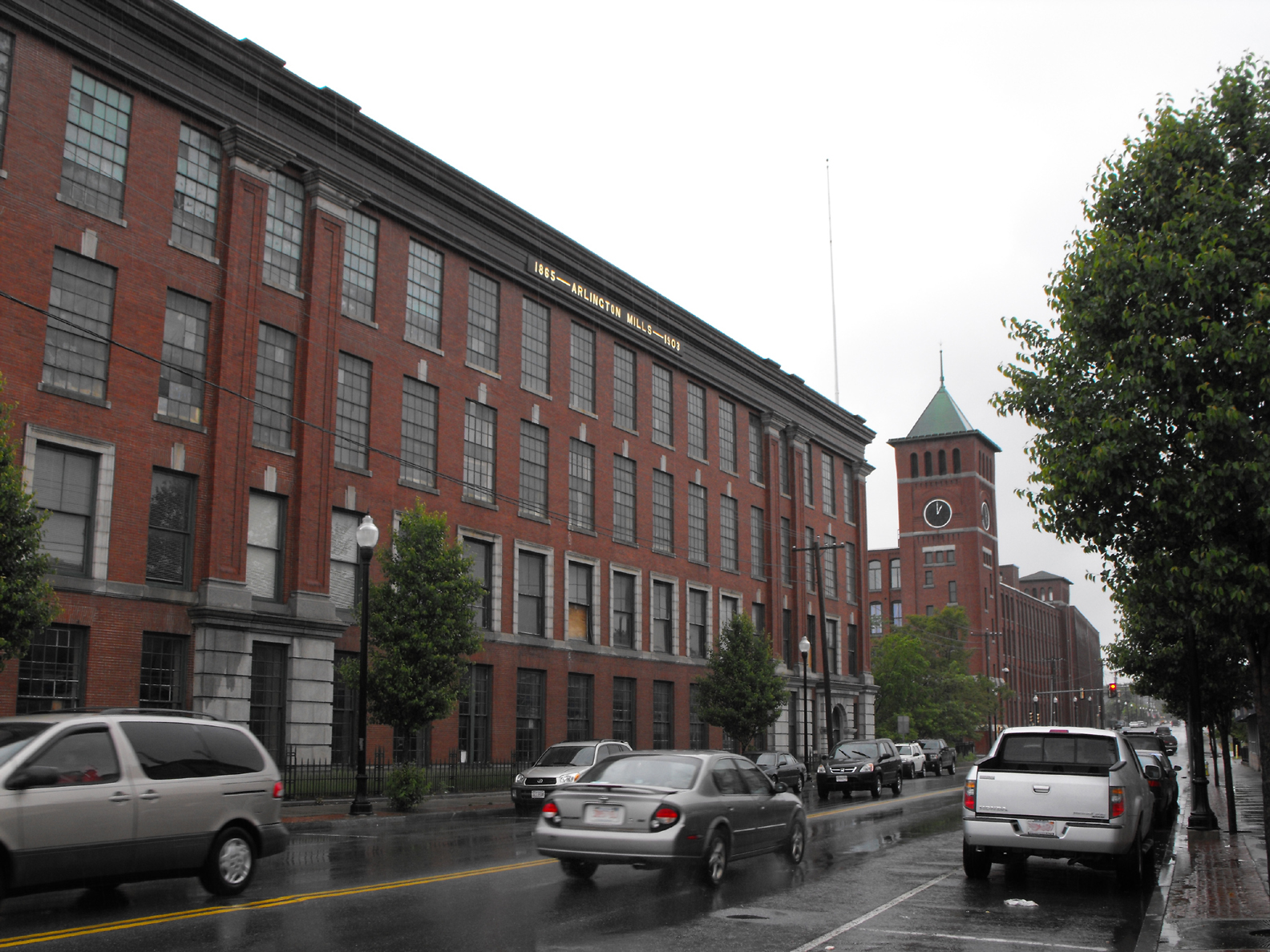
Arlington Mills
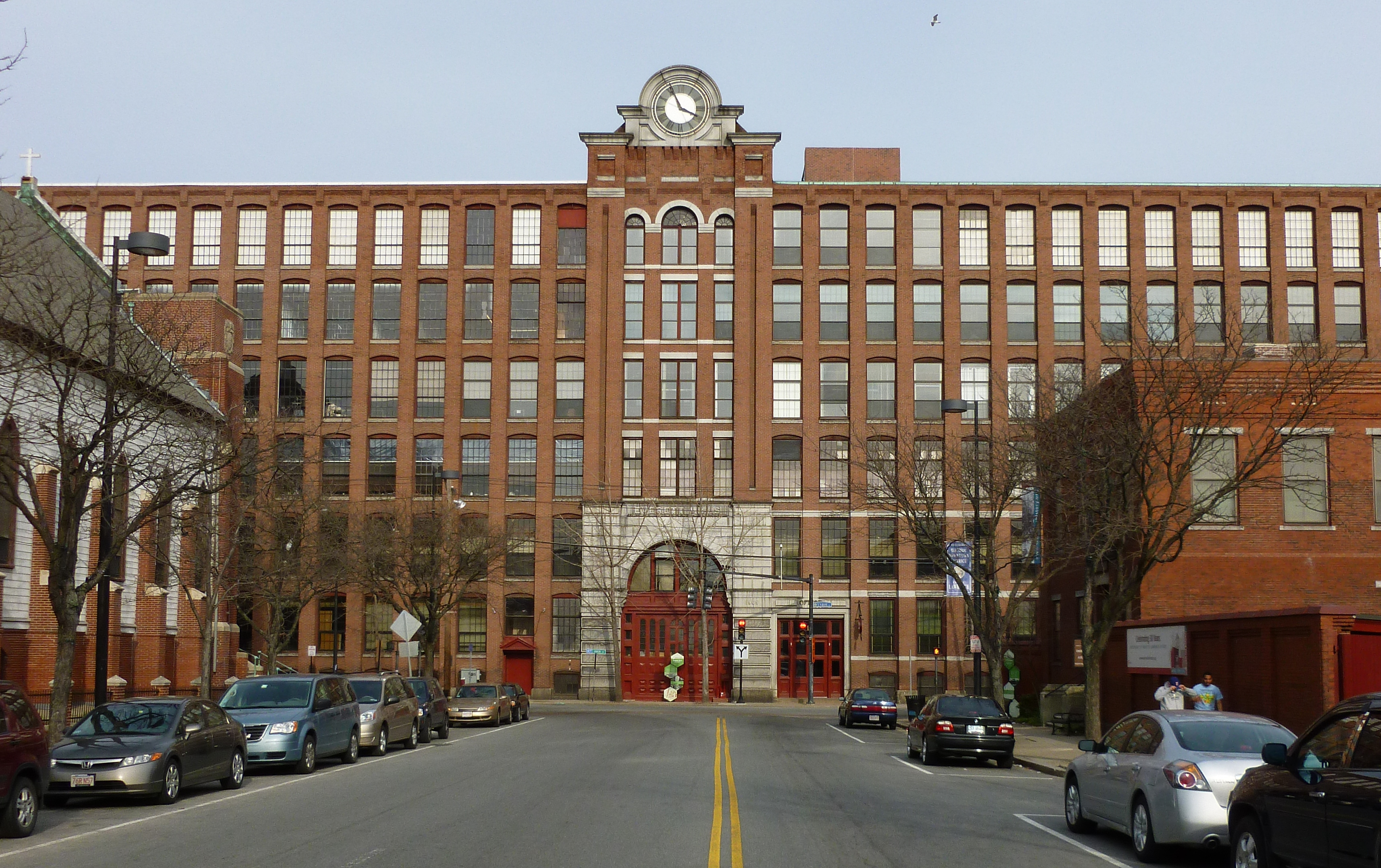
Everest Mills
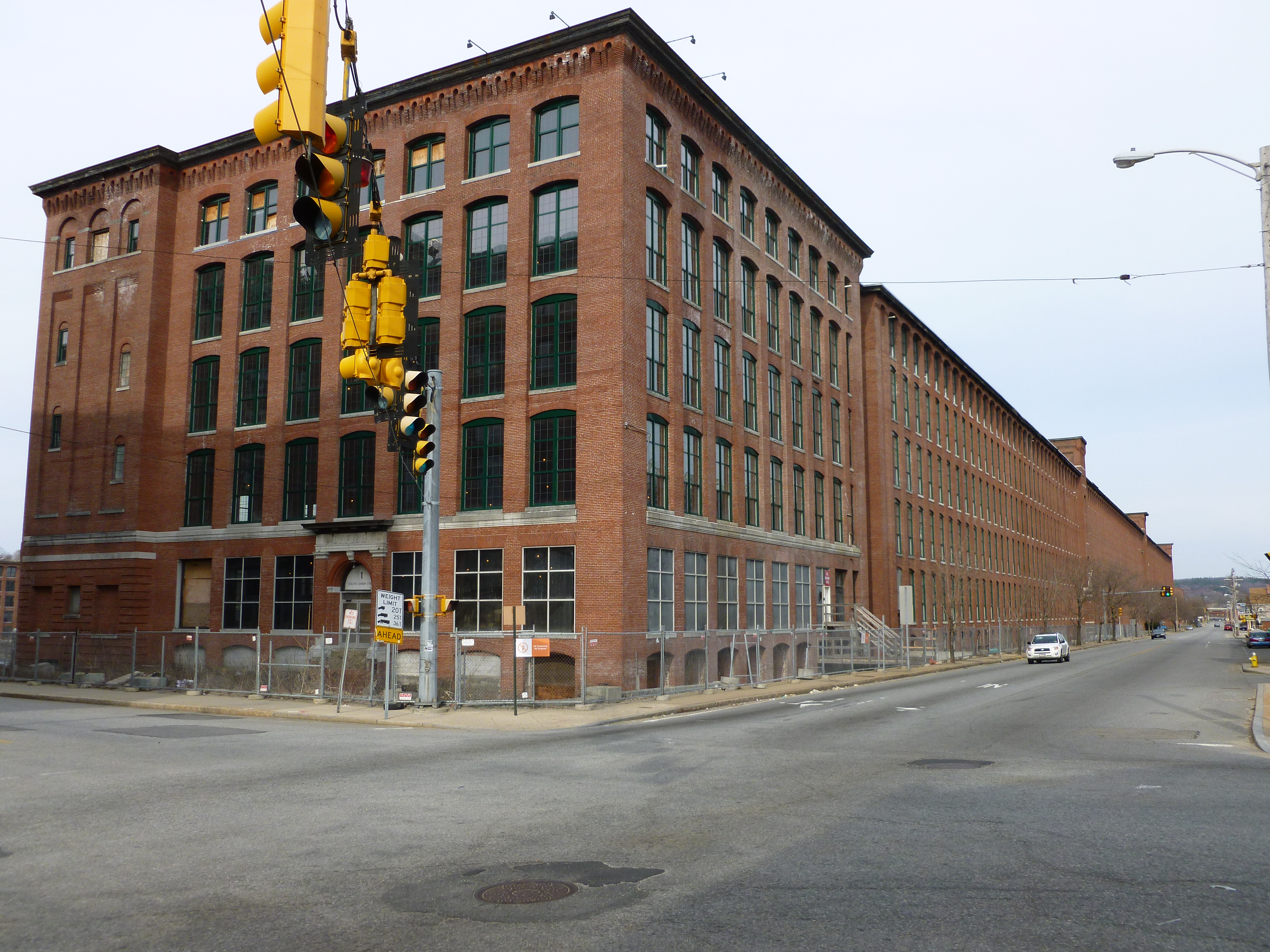
Wood Worsted Mills